# Helen Schucman

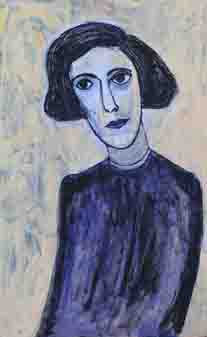
Helen Schucman, Porträt von Brian Whelan (1981)

Helen Schucman (* 14. Juli 1909 in New York City; † 9. Februar 1981 ebenda) war eine US-amerikanische Psychologin, die das spirituelle Werk Ein Kurs in Wundern ihren eigenen Angaben zufolge nach der Durchgabe einer inneren Stimme niederschrieb.

## Leben
Helen Schucman war das zweite Kind des Chemikers und Metallurgen Sigmund Cohn und dessen aus England stammender Frau Rose. Der Vater war religiös indifferent, die Mutter beschäftigte sich mit verschiedenen Richtungen des Christentums. Helen interessierte sich früh für Religion und ließ sich, unterstützt von ihrem religiösen Kindermädchen Georgia, im Alter von 13 Jahren zur Baptistin taufen. Im frühen Erwachsenenalter brach sie ihre Suche nach Gott enttäuscht und ergebnislos ab und betrachtete sich fortan als rationale Atheistin.
In ihrem zweiten Studienjahr an der New York University lernte Helen Louis Schucman kennen und heiratete ihn einige Monate später, am 26. Mai 1933. Nach der Graduierung zum B.A. arbeitete sie zunächst in der Buchhandlung ihres Mannes mit. 1952 begann sie das Psychologiestudium und schloss 1957 als Jahrgangsbeste mit Doktorat in klinischer Psychologie ab. 1958 erhielt sie eine Stelle als Assistentin, später als Professorin für klinische Psychologie an der medizinischen Fakultät der Columbia University in New York und übte diese Tätigkeit bis 1977 aus.

### Niederschrift vonEin Kurs in Wundern
Die Niederschrift des spirituellen Werks Ein Kurs in Wundern (im englischen Original: A Course in Miracles) begann Helen Schucman 1965, kurz nach der Erfahrung einer Versöhnung mit ihrem Vorgesetzten William Thetford. Dieser war Leiter der psychologischen Abteilung am Medical Center der Columbia University und enger Vertrauter Schucmans. Thetford hatte Schucman unerwartet damit konfrontiert, dass er die ärgerlichen und aggressiven Gefühle zwischen ihnen beiden satt habe. Es müsse „einen anderen Weg“ geben, miteinander und mit den Kollegen umzugehen: liebevoll und friedlich statt mit Angriff und Urteil. Schucman, die sonst fast nie mit ihm einer Meinung war, stimmte spontan zu, ihm zu helfen, diesen Weg zu finden. Diese Verbindung machte die Bahn frei für die Niederschrift. Der Schreibprozess erfolgte in Form einer Durchgabe. Bei der beschriebenen Methode geht es um das Heilen von Beziehungen durch Vergebung.
Schucman begann nach eigenen Angaben eine innere Stimme zu hören, die ihr in den folgenden sieben Jahren die drei Bände von Ein Kurs in Wundern übermittelte. Schucman schrieb in Kurzschrift mit und las die Aufzeichnungen am Folgetag Thetford vor, der sie auf der Schreibmaschine tippte. Thetford ermutigte und unterstützte Schucman maßgeblich während des siebenjährigen Schreibprozesses.
Schucman bezeichnete sich selbst als „Schreiberin“ (englisch scribe), um damit auszudrücken, dass sie – im Gegensatz zu Channelingprozessen – bei der Mitschrift niemals in eine Art Trance oder in einen anderen Bewusstseinszustand fiel. Es handelte sich nie um automatisches Schreiben. Wenn es die Situation erforderte, konnte sie die innere Stimme „ausschalten“ und die Niederschrift später fortsetzen.
Nach den Angaben Schucmans gab sich ihr die Stimme als Jesus zu erkennen. Der Text von Ein Kurs in Wundern stellt Jesus als Autor und Quelle des Kurses dar.

### Veröffentlichung des Kurses
Das Werk wurde während der Niederschrift und danach zunächst geheim gehalten. Schucmans Vorgesetzter William N. Thetford ermutigte sie, mit der Niederschrift der empfangenen Worte fortzufahren, während sie glaubte, verrückt zu werden und um ihren Ruf als Professorin fürchtete.
Der Veröffentlichung des Kurses ging die Begegnung mit Kenneth Wapnick voraus, der unmittelbar nach Einsicht des ursprünglichen Manuskripts (Urtext oder 1972 Edition) stark davon eingenommen war und folglich mithalf, es als Buchausgabe zu edieren. Als die treibende Kraft, das Werk tatsächlich zu veröffentlichen, sieht man Judith Skutch, die es anfänglich in fotokopierter Form ihrem umfangreichen Freundes- und Bekanntenkreis zur Verfügung stellt und später in mehreren kleineren Auflagen druckte (Criswell-Edition 1975). Ab 1976 wurde das Werk in drei Bänden von der Foundation for Inner Peace (FIP), einer Stiftung, deren Vorsitzende Judith Skutch war, in rasch steigenden Auflagen verlegt. 1990 wurden die Urheberrechte an den Penguin-Verlag verkauft, der das Werk in einem Gesamtband herausgab. Danach wurden die Rechte auf die Foundation for A Course in Miracles (FACIM) übertragen, die das Werk bis heute in verschiedenen Ausgaben herausgibt. Das 1975 in den USA angemeldete Copyright wurde 2003 von dem zuständigen New Yorker Gericht für ungültig erklärt, wodurch die Ursprungsversion des englischen Buches   gemeinfrei (public domain) wurde. Teile der heute publizierten sogenannten „Second Edition“ unterliegen jedoch nach wie vor den Copyright-Bestimmungen. Seit dem Urteil wird das Buch auch von der Gesellschaft A Course in Miracles International herausgegeben.
Seit der Publikation des Kurses ab 1976 in unterschiedlichen Ausgaben durch verschiedene Verleger erreichte er – vor allem in den USA – sehr hohe Auflagen und einen großen Bekanntheitsgrad. So beträgt die geschätzte Weltauflage zurzeit über 1,7 Millionen Exemplare, wobei die englische Originalausgabe mit über 1 Million Exemplaren den Löwenanteil ausmacht, die Auflagenzahlen der Übersetzungen in 16 weitere Sprachen (afrikaans, bulgarisch, chinesisch, kroatisch, dänisch, niederländisch, finnisch, französisch, deutsch, hebräisch, italienisch, portugiesisch, russisch, spanisch, slowenisch und schwedisch) sind hingegen eher gering. Die Menge an Sekundärliteratur wächst  beständig, auch in deutscher Sprache. Infolge des restriktiv gehandhabten Urheberrechts und den nachfolgenden, sich über Jahre hinziehenden Prozessen, wandten sich viele Sympathisanten des Kurses von ihm ab.
Seit Erscheinen des Kurses sind in verschiedenen Ländern, vorrangig in den USA, Tausende von informellen Studiengruppen gegründet worden. Darüber hinaus entstanden auch verschiedene Heilungs- und Kommunikationszentren, Fachzeitschriften, Internet-Diskussionsgruppen und Webseiten, Kirchen und Akademien, die sich auf seine Lehren berufen.
Schucman trat selbst nie als Lehrerin oder „Guru“ für Ein Kurs in Wundern auf und beteiligte sich nicht aktiv an der Verbreitung des Kurses. Sie war entschieden darin, dass ihr Name nicht auf der Titelseite des Kurses aufscheinen solle, weil der Kurs für sich stehen könne und solle. Der Kurs sei nicht als Grundlage für einen weiteren Kult oder eine weitere Religionsgemeinschaft gedacht. Sein Zweck sei vielmehr, Menschen einen Weg zu eigenständigem spirituellen Wachstum zur Verfügung zu stellen, auf dem sie ihren eigenen Inneren Lehrer finden können.

### Ergänzende Schriften und Gedichte
Auf die gleiche Art wie den Kurs schrieb Schucman zwei ergänzende Schriften zu Ein Kurs in Wundern nieder: Psychotherapie: Zweck, Prozess und Praxis und Das Lied des Gebets. Ferner verfasste sie eine Sammlung inspirierter Gedichte, die unter dem Titel Die Gaben Gottes herausgegeben wurden.
1980 wurde bei ihr Krebs der Bauchspeicheldrüse in fortgeschrittenem Stadium diagnostiziert. Sie starb 1981 im Alter von 71 Jahren an den Folgen ihrer Krankheit.

## Ein Kurs in Wundern

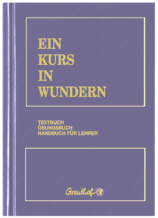
Das Buch: Ein Kurs in Wundern

### Struktur und Inhalt
Der Kurs ist ein Lehrbuch, das die Blockaden entfernen möchte, „die dich daran hindern, dir der Gegenwart der Liebe [...] bewusst zu sein“. Das Buch benutzt eine christliche Terminologie, wobei es jedoch verschiedene christliche Begriffe auf eigene Weise auslegt. Mit Wunder ist nicht die übliche Veränderung äußerer Phänomene gemeint, sondern der Geisteswandel des Aspiranten. Dieser Prozess wird im Buch als Heilung bezeichnet.
Der Kurs besteht aus drei Teilen:
TextbuchDieses Lehrbuch stellt als umfangreichster Teil die Konzepte und theoretischen Grundlagen des im Kurs verwendeten Denksystems dar.
ÜbungsbuchIm Übungsbuch werden Lektionen angeboten, die zur praktischen Umsetzung der im Textbuch vorgestellten Grundgedanken beitragen sollen.
Handbuch für LehrerEs enthält Antworten auf Fragen, die von Schülern im Laufe des Studiums wahrscheinlich gestellt werden. Es enthält auch ein knapp gefasstes Glossar mit Definitionen für häufig verwendete Begriffe.
Im Vorwort des Buches wird zusammenfassend das zugrunde liegende Konzept beschrieben:
Der Kurs trifft eine grundlegende Unterscheidung zwischen dem Wirklichen und dem Unwirklichem, zwischen Erkenntnis und Wahrnehmung. Im Kurs ist Erkenntnis die Wahrheit, unter einem einzigen Gesetz, dem Gesetz der Liebe oder Gottes. Die Wahrheit ist einfach existent, sie hat kein Gegenteil, keinen Anfang und kein Ende.
Die „unwirkliche“ Welt der Wahrnehmung hingegen ist die Welt der Zeit, der Veränderung, der Anfänge und der Enden. Der Kurs besagt, dass die vergängliche Welt auf Glaubensüberzeugungen an Mangel, Verlust, Trennung und Tod beruht.
Erkenntnis und Wahrnehmung erzeugen laut Kurs zwei unterschiedliche Denksysteme, die sich in jeder Hinsicht widersprechen. Im Bereich der Wahrheit existieren nach Aussage des Kurses keine von Gott getrennten Gedanken, da Gott und seine Schöpfung einen einzigen Willen miteinander teilen. Die unwirkliche Welt der Wahrnehmung hingegen beruht auf dem Glauben an Gegensätze und getrennte Willen, die in ständigem Konflikt miteinander und mit Gott sind, was eine Welt der Illusionen hervorruft.
Aus der „unwirklichen“ Welt, die der Kurs auch als Traum bezeichnet, stellt Gott den einzigen Ausweg bereit. Laut Kurs ist es die Funktion von Gottes Stimme oder des Heiligen Geistes, zwischen den beiden Welten zu vermitteln. Als „große Lernhilfe“ des Heiligen Geistes wird die Vergebung genannt, welche eine Umkehr im Denken herbeiführt. Der Kurs definiert Vergebung anders als es beispielsweise bibelkundige Theologen tun. An das Mittel Vergebung soll man sich nach Aussage des Buches erinnern, um dadurch das weltliche Denkschema umzukehren.
Indem man Christus in allen Mitmenschen anerkennt, wird man seine Gegenwart in sich selbst wiedererkennen. Indem man seine „Fehlwahrnehmungen“ vergisst und durch nichts aus der Vergangenheit zurückgehalten wird, kann man sich an Gott, den ultimativen Zweck des Lernens, erinnern.

### Kritik zum Kurs (Buch und Bewegung)

#### Kritik von konfessionell-christlicher Seite
Die Evangelische Zentralstelle für Weltanschauungsfragen befasst sich in mehreren Beiträgen ihrer Schriftreihe Materialdienst mit Ein Kurs in Wundern.
In der Ausgabe MD 05/2002 erläutert der Autor Matthias Pöhlmann, dass die „Unvereinbarkeit“ der Lehren des Kurses mit den biblischen Perspektiven nun auch von Kennern des Kurses anerkannt werde. Er bezieht sich dabei auf eine Schrift, die das Ergebnis eines Gesprächs zwischen dem Psychologen Kenneth Wapnick, der die Foundation for A Course in Miracles leitet, und dem 1985 emeritierten Professor für Philosophie und Jesuitenpater W. Norris Clarke (zuletzt Fordham-Universität, New York) sei.
Die Evangelische Informationsstelle in  der Schweiz schreibt: „Der Kurs verbindet in esoterischer Weise gnostische Grundlinien mit biblischen Vorstellungen, wobei nicht die Bibel dazu beiträgt, Esoterik besser zu verstehen, sondern umgekehrt: Biblische Vorstellungen werden gnostisch-esoterisch umgedeutet.“

#### Kritik von nichtreligiöser Seite
Der New-Age-Experte Wouter Hanegraaff, Professor für vergleichende Religionswissenschaft in Amsterdam, sieht in  EKIW die Herausbildung einer Orthodoxie innerhalb der New-Age-Bewegung.

## Werk

### Amerikanische Originalausgaben
- A Course in Miracles. Foundation for Inner Peace, Mill Valley 1976, ISBN 0-9606388-9-X.
  - Neuausgabe: A Course in Miracles. Complete and annotated Edition. Circle of Atonement, Sedona 2017, ISBN 978-1-886602-40-3.
- Psychotherapy: Purpose, Process and Practice. Foundation for Inner Peace, Mill Valley 1976, ISBN 0-9606388-6-5.
- The Song of Prayer. Foundation for Inner Peace, Mill Valley 1978, ISBN 0-9606388-4-9.
- The Gifts of God. Foundation for Inner Peace, Mill Valley 1982, ISBN 0-89087-585-5.

### Deutsche Übersetzungen
- Ein Kurs in Wundern (1994). Greuthof, Gutach i.Br., ISBN 3-923662-18-1
- Die Ergänzungen zu Ein Kurs in Wundern: 1. Psychotherapie: Zweck, Prozess und Praxis 2. Das Lied des Gebets (1995). Greuthof, Gutach i.Br., ISBN 3-923662-34-3
- Die Gaben Gottes (2003). Greuthof, Gutach i.Br., ISBN 3-923662-48-3

## Sekundärliteratur (Auswahl)
- Kenneth Wapnick: Einführung in Ein Kurs in Wundern. Greuthof, Gutach i.Br. 2000, ISBN 3-923662-33-5 (kurze Ersteinführung in das Denken des Kurses).
- Kenneth Wapnick: Die Botschaft von Ein Kurs in Wundern. Greuthof, Gutach i.Br. 2000, ISBN 3-923662-55-6 (fundierte Darstellung und Erläuterung der Lehren des Kurses).
- Kenneth Wapnick: The Gifts of God. Foundation for A Course in Miracles, Temecula, ISBN 1-59142-141-1 (Besprechung der Poesie Helen Schucmans auf 4 Audio-CDs).
- Kenneth Wapnick und Clarke: Ein Kurs in Wundern und das Christentum. Greuthof Verl. 2001.